# محله هوایی صنعتی سوریس گلن وود
محله هوایی صنعتی سوریس گلن وود (به انگلیسی: Souris Glenwood Industrial Air Park) یک فرودگاه همگانی است که یک باند فرود چمن دارد و طول باند آن ۶۷۱ متر است. این فرودگاه در کشور کانادا قرار دارد و در ارتفاع ۴۵۱ متری از سطح دریا واقع شده است.